# 60 jours 60 nuits
60 jours 60 nuits était une émission de télévision française de télé réalité diffusée sur Canal+ du 4 janvier 2003,, au 1er mars 2003. L'émission, dans laquelle le rappeur Joey Starr et l'auteur-compositeur-interprète Francis Lalanne dévoilaient leur vie privée aux téléspectateurs, fut diffusée quotidiennement en clair de 20 h 10 à 20 h 30, du lundi au vendredi. Le feuilleton du quotidien des deux chanteurs attira en moyenne 800 000 téléspectateurs.
Les deux chanteurs ont perçu un cachet dont le montant est resté confidentiel (on a parlé de 300 000, 400 000 voire 600 000 euros)